# أرتي سميث
أرتي سميث (بالإنجليزية: Artie Smith)‏ هو لاعب كرة قدم أمريكية أمريكي، ولد في 15 مايو 1970 في ستيلووتر في الولايات المتحدة.

## وصلات خارجية
- أرتي سميث على موقع مرجع كرة القدم المحترفة.كوم (الإنجليزية)